# Ashote Draftian
Ashote Draftian (1955) is een Belgische schaker. Sinds 2009 is hij FIDE meester (FM). 
In juli 2005 speelde hij mee in het toernooi om het kampioenschap van België dat in Aalst gespeeld werd en dat met 7 uit 9 gewonnen werd door Alexandre Dgebuadze. Draftian eindigde met 5 punten op de achtste plaats. 
In 2016 won hij het kampioenschap van Vlaanderen.
Hij speelt voor schaakvereniging Het Witte Paard in Sas van Gent.

## Externe koppelingen
- (en)   Informatie over schaakpartijen van Ashote Draftian op ChessGames.com
- (en)   Informatie over schaakpartijen van Ashote Draftian op 365chess.com
- (en)  FIDE-ratinggegevens voor Ashote Draftian